# Witte magie
Witte magie, ook natuurlijke magie genoemd, is magie die met goede bedoelingen wordt aangewend. Het tegengestelde is zwarte magie. Niet iedereen maakt een onderscheid tussen deze vormen van magie: zo zullen bijvoorbeeld veel christenen alle magie verwerpen en slecht vinden.
Witte magie is historisch verbonden met heidense natuurverering en vruchtbaarheidscultussen waarbij goden en godinnen gunstig dienden te worden gestemd voor een goede oogst.
Moderne paganistische religies zoals wicca beoefenen naar eigen zeggen alleen witte magie. Witte magie wordt in onze tijd vaak geassocieerd met stereotiepe vrouwelijke concepten als dat van een moedergodin, natuurgeesten, eenheid met de natuur en het aanbidden van de godin.